# 久住站
久住站（日语：／ Kuzumi eki */?）是位於千葉縣成田市飯岡，屬於東日本旅客鐵道（JR東日本）的成田線車站。

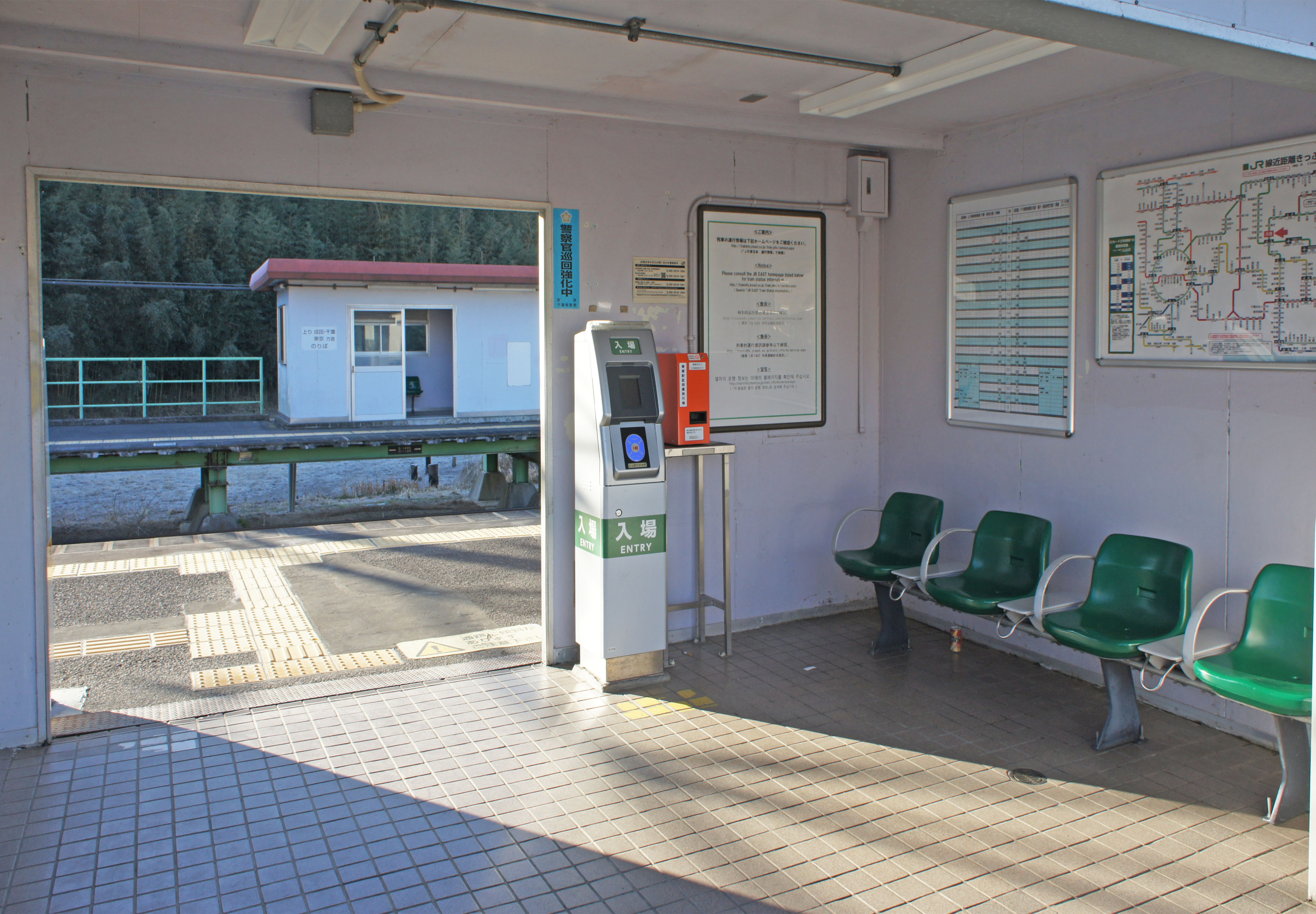
驗票口（2022年2月）

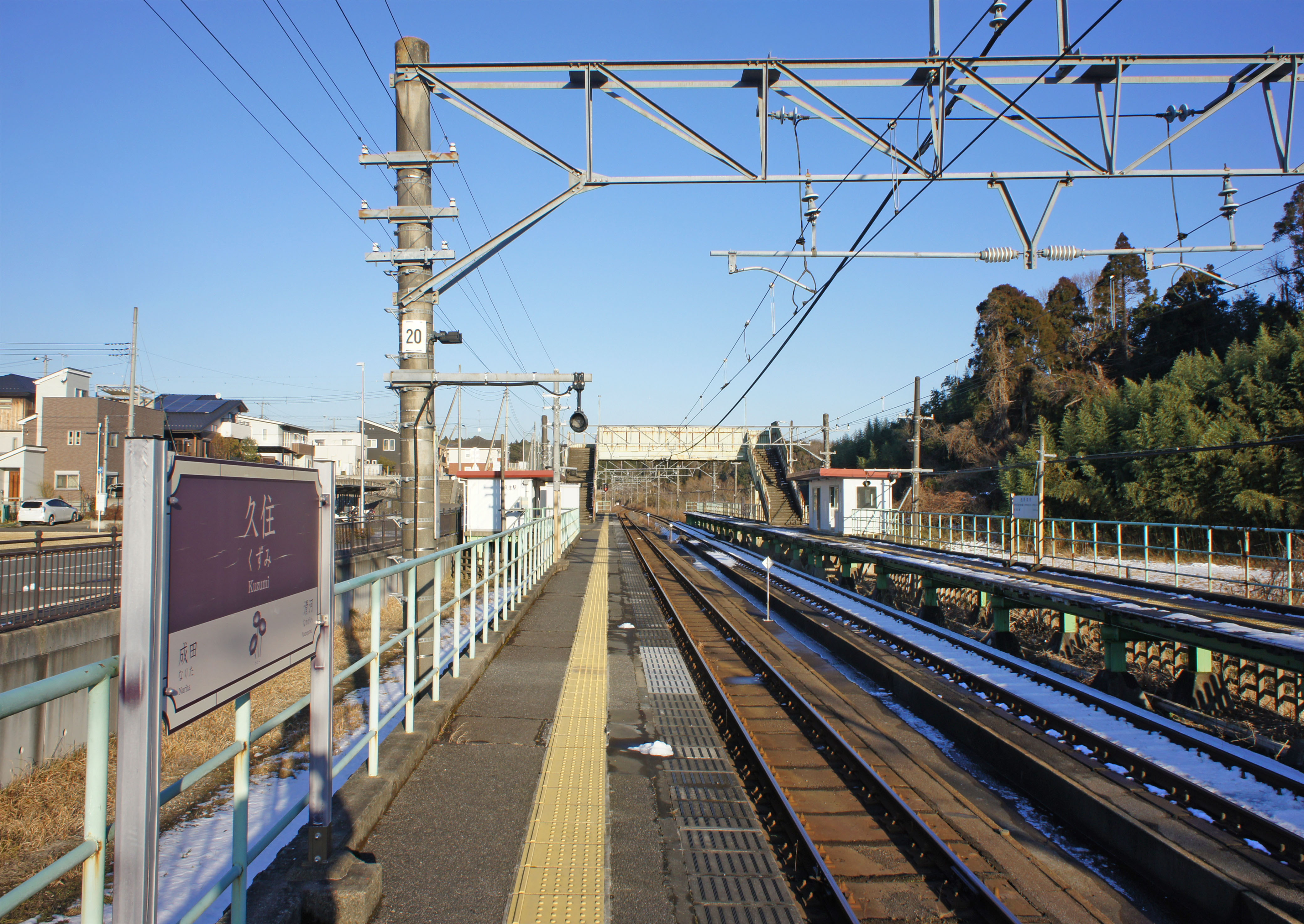
月台（2022年1月）

## 歷史
- 1902年（明治35年）7月1日：成田鐵道（第一代）車站啟用[1]。為旅客和貨物車站。
- 1920年（大正9年）9月1日：成田鐵道被國有化（日语：鉄道敷設法），成為國有鐵道車站[1]。
- 1962年（昭和37年）10月1日：結束貨物起卸業務。
- 1970年（昭和45年）7月1日：成為無人車站。
- 1980年（昭和55年）：現時的車站大樓開始使用。
- 1987年（昭和62年）4月1日：伴隨國鐵分割民營化，車站由東日本旅客鐵道（JR東日本）營運[1]。
- 2009年（平成21年）3月14日：此站開始可以使用IC卡「Suica」[2]。成為東京近郊區間範圍內[2]。

## 車站構造
此站是地面車站，設有2面2線的相對式月台。兩月台之間透過跨線橋連接。本站是由成田站管理的無人車站,站內設有乘車站證明票發行機和簡易Suica閘機。
此站的站内設有男女分開的濕廁。過去曾設有男女共用的濕廁，現時的站房落成時設有男女共用的旱廁。

### 月台
| 月台 | 路線    | 上下行 | 方向                     |
| ---- | ------- | ------ | ------------------------ |
| 1    | ■成田線 | 下行   | 佐原、銚子、鹿島神宮方向 |
| 2    | ■成田線 | 上行   | 成田、千葉、東京方向     |

參考
- 截至2017年12月，車站時間表中表記了月台編號。
- 下行線出發一方設有安全側線，上行線出發一方沒有安全側線，由於上下行路軌設有一段行走距離，因此上下行列車可同時進入。
- 月台可容納8卡車廂。

## 使用狀況
在2006年（平成18年）度1日平均乘車人次為238人，以下為乘車人次變化列表：
| 乘車人次變化       | 乘車人次變化     | 乘車人次變化 |
| 年度               | 1日平均 乘車人次 | 參考資料     |
| ------------------ | ---------------- | ------------ |
| 1990年（平成02年） | 265              | [ * 1 ]      |
| 1991年（平成03年） | 260              | [ * 2 ]      |
| 1992年（平成04年） | 273              | [ * 3 ]      |
| 1993年（平成05年） | 268              | [ * 4 ]      |
| 1994年（平成06年） | 255              | [ * 5 ]      |
| 1995年（平成07年） | 242              | [ * 6 ]      |
| 1996年（平成08年） | 240              | [ * 7 ]      |
| 1997年（平成09年） | 242              | [ * 8 ]      |
| 1998年（平成10年） | 240              | [ * 9 ]      |
| 1999年（平成11年） | 241              | [ * 10 ]     |
| 2000年（平成12年） | 239              | [ * 11 ]     |
| 2001年（平成13年） | 237              | [ * 12 ]     |
| 2002年（平成14年） | 233              | [ * 13 ]     |
| 2003年（平成15年） | 247              | [ * 14 ]     |
| 2004年（平成16年） | 244              | [ * 15 ]     |
| 2005年（平成17年） | 246              | [ * 16 ]     |
| 2006年（平成18年） | 238              | [ * 17 ]     |

## 車站周邊

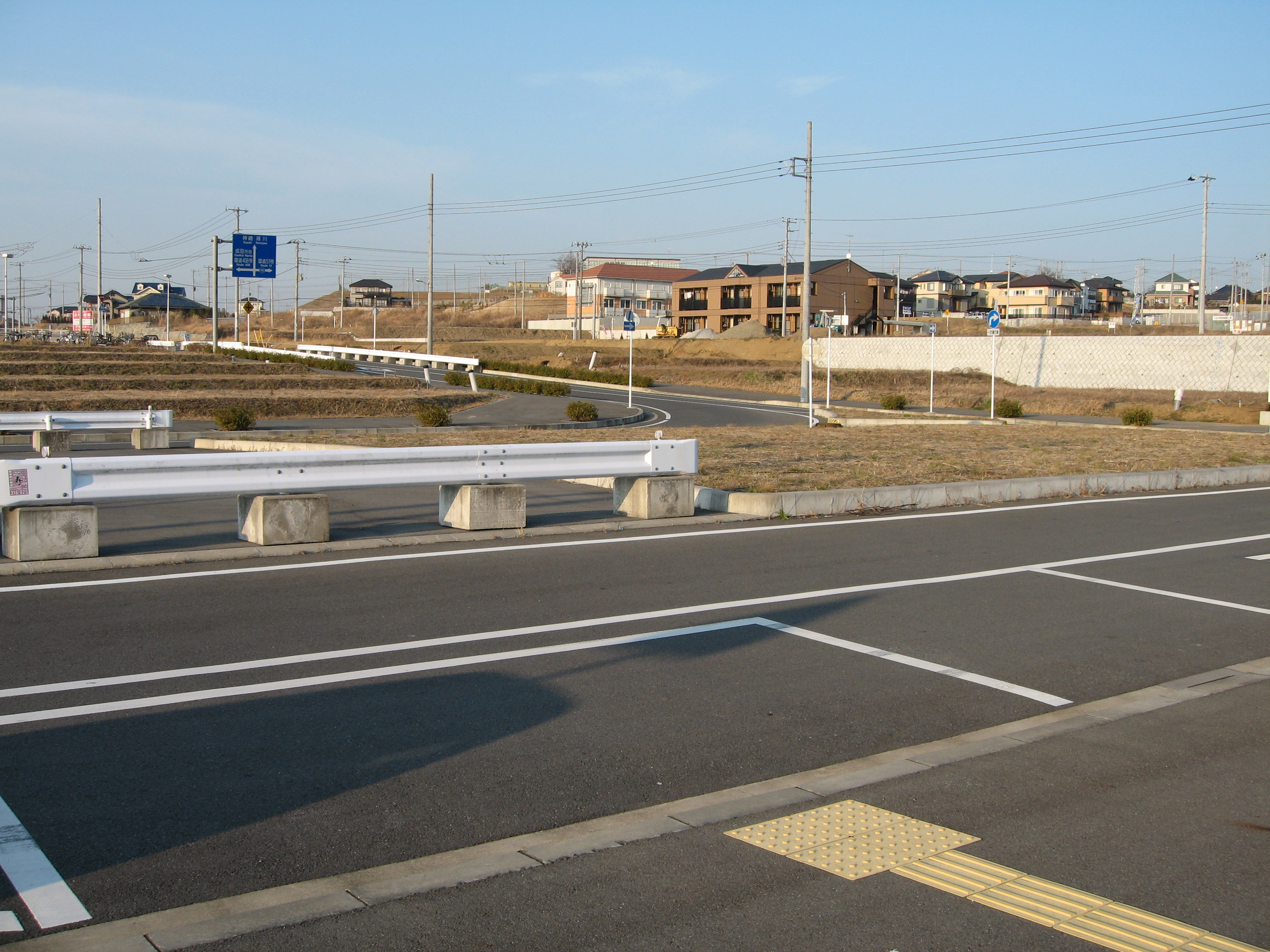
土地整理項目進行中的站前（2007年1月26日）

- 千葉縣道115號久住停車場十余三線（日语：千葉県道115号久住停車場十余三線）
- 成田市成田消防署（日语：成田市消防本部）飯岡分署
- 成田市立久住中學（日语：成田市立久住中学校）
- 成田市立久住小學（日语：成田市立久住小学校）
- 久住郵局
- JA成田市久住分所
- 成田市銀齡人材中心
- 久住第1體育廣場
- 成田市栗山公園
- 久住近鄰公園
- 荒海川（日语：荒海川 (千葉県)）
- 荒海貝塚（日语：荒海貝塚）
- 井關（日语：井関農機）關東成田營業所
- Skyway鄉村俱樂部
- 白鳳鄉村倶樂部

## 巴士路線
| 乘車處   | 系統           | 主要途經                         | 目的地     | 巴士公司       | 備註 |
| -------- | -------------- | -------------------------------- | ---------- | -------------- | ---- |
| 久住站前 | 水掛路線       | 四谷共同利用設施                 | 滑河站前   | 成田市社區巴士 |      |
| 久住站前 | 水掛路線       | 新妻、成田紀念公園前、成田市政廳 | 保健福祉館 | 成田市社區巴士 |      |
| 久住站前 | 大室、小泉路線 | 成毛、成田紀念公園前、成田市政廳 | 保健福祉館 | 成田市社區巴士 |      |
| 久住站前 | 大室、小泉路線 | 土室、小泉                       | 成田市政廳 | 成田市社區巴士 |      |

## 相鄰車站
東日本旅客鐵道（JR東日本）
■成田線
成田（JO 35）－久住－滑河

## 注腳

### 使用狀況
1. ↑  千葉縣統計年鑑 （页面存档备份，存于）（日語） - 千葉縣
2. ↑  成田市統計書 （页面存档备份，存于）（日語） - 成田市

千葉縣統計年鑑
1. ↑  千葉縣統計年鑑（平成3年） （页面存档备份，存于）（日語）
2. ↑  千葉縣統計年鑑（平成4年） （页面存档备份，存于）（日語）
3. ↑  千葉縣統計年鑑（平成5年） （页面存档备份，存于）（日語）
4. ↑  千葉縣統計年鑑（平成6年） （页面存档备份，存于）（日語）
5. ↑  千葉縣統計年鑑（平成7年） （页面存档备份，存于）（日語）
6. ↑  千葉縣統計年鑑（平成8年） （页面存档备份，存于）（日語）
7. ↑  千葉縣統計年鑑（平成9年） （页面存档备份，存于）（日語）
8. ↑  千葉縣統計年鑑（平成10年） （页面存档备份，存于）（日語）
9. ↑  千葉縣統計年鑑（平成11年） （页面存档备份，存于）（日語）
10. ↑  千葉縣統計年鑑（平成12年） （页面存档备份，存于）（日語）
11. ↑  千葉縣統計年鑑（平成13年） （页面存档备份，存于）（日語）
12. ↑  千葉縣統計年鑑（平成14年） （页面存档备份，存于）（日語）
13. ↑  千葉縣統計年鑑（平成15年） （页面存档备份，存于）（日語）
14. ↑  千葉縣統計年鑑（平成16年） （页面存档备份，存于）（日語）
15. ↑  千葉縣統計年鑑（平成17年） （页面存档备份，存于）（日語）
16. ↑  千葉縣統計年鑑（平成18年） （页面存档备份，存于）（日語）
17. ↑  千葉縣統計年鑑（平成19年） （页面存档备份，存于）（日語）

## 外部連結
- 車站資訊（久住）：東日本旅客鐵道（日語）